# バイセンテニアル・モール州立公園
バイセンテニアル・モール州立公園 (Bicentennial Mall State Park ) はアメリカ合衆国テネシー州ナッシュビルの都市部にある州立公園。テネシー州会議事堂北西に位置する。1996年6月1日、州制200周年を記念して開園された。

## 特徴
19エーカー (77,000 m2)の公園は北にジェファーソン通り、南にジェームス・ロバートソン通り、東に6番通り、西に7番通りが囲んでいる。ファーマーズマーケットが西隣にある。

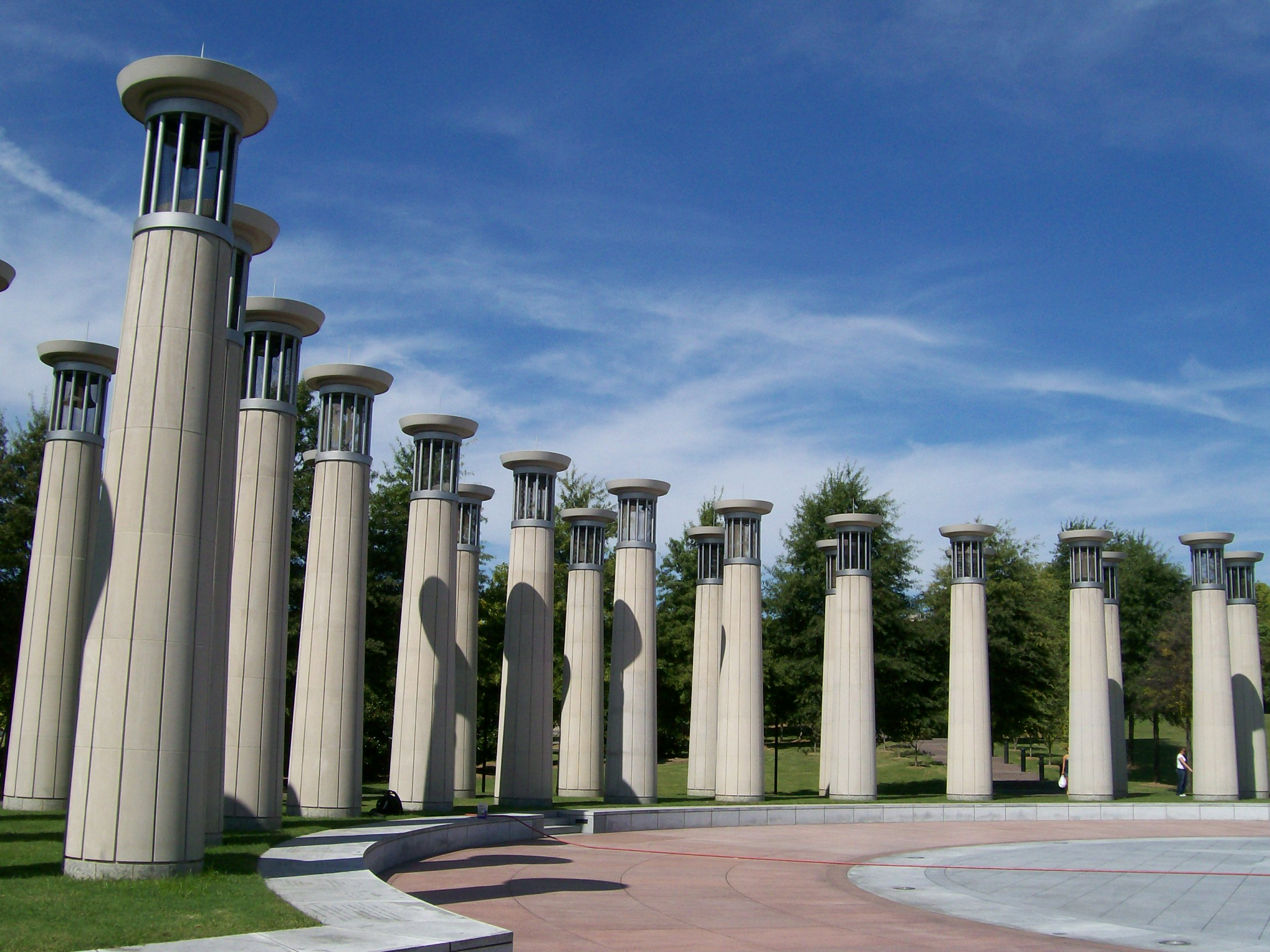
バイセンテニアル・モールのカリヨンの柱

テネシー州の歴史に関する多くの展示が施され、また自然や史跡を楽しむことができる。南端には「テネシー・マップ・プラザ」と呼ばれる、花崗岩による幅200-フート (60 m)のテネシー州地図が地面に設置され、郡、河川、道路などが記されている。他に8枚の小さな花崗岩に州の情報が刻まれている。「リバーズ・オブ・テネシー・ファウンテンズ」では31本の噴水がテネシー州の主な河川を表現している。この公園の中心的なものは2,000席の円形劇場の「テネシー・アンフィシアター」である。北端には「コート・オブ・スリー・スターズ」があり、円形広場には赤、白、青に着色した花崗岩により西部、中部、東部に分かれたテネシー州3地域を表現している。広場を囲むように50本の柱に95郡を表す95個のカリヨンが備え付けられ、時間によって音楽が奏でられる。
円形劇場から円形広場まで芝生が敷かれて木々が並び、主に4本の通路が通っている。内側の2本の歩道は「パス・オブ・ボランティア」という名で、寄贈者の名が刻まれた17,000個の敷石の道がそれぞれ1,400フィート (430 m)の長さに延びている。東側外側の通りは「ウォークウェイ・オブ・カウンティズ」という名で州内3地域の地理や植物について記されている。この歩道には各郡のタイムカプセルが埋められ、州制300周年の2096年7月1日に開けられる予定である。西側外側の通りは「パスウェイ・オブ・ヒストリー」という名で全長1,400-フート (430 m)の壁にテネシー州の歴史が刻まれている。また西側の芝生には市民保全部隊、第二次世界大戦、州制100周年などの記念碑がある。

## 評価
2006年、『ナッシュビル・ビジネス・ジャーナル』はナッシュビルで1番の観光地として位置づけた。2011年、アメリカン・プラニング・アソシエーションは全米の公共スペースのトップ10にバイセンテニアル・モールをリストした。